# Santo Stefano (isola)
Santo Stefano, detto anche scoglio Stipanska Grande (in croato: Stipanska) è una piccola isola disabitata dell'arcipelago di Maslinica nella regione spalatino-dalmata  (Croazia), situata a est dell'isola di Solta.
L'isoletta è la maggiore del piccolo gruppo e la più occidentale, si trova a circa 2 km da Porto Oliveto (Maslinica). La sua superficie è di 0,619 km² e lo sviluppo costiero di 3,38 km, il suo rilievo maggiore è di 70 m s.l.m..
Sull'isola si trovano i resti di una chiesa paleocristiana del VI sec. con abside semicircolare dedicata a santo Stefano.